# Wien Hauptbahnhof
Wien Hauptbahnhof (Wiedeń Główny; w skrócie niem. Wien Hbf) – centralna stacja kolejowa i główny dworzec kolejowy w Wiedniu, na Favoriten, wzniesiony w latach 2007–2014; operatorem stacji i dworca są Österreichische Bundesbahnen.
Wien Hauptbahnhof zastąpił dworzec końcowy Südbahnhof stacją przelotową, która połączyła cztery główne kierunki linii kolejowych dochodzących do Wiednia:
- z północy (Czechy, Břeclav) i dalej do Polski (Zebrzydowice, Chałupki),
- ze wschodu – linie w kierunkach Słowacji (Bratysława) i Węgier (Budapeszt),
- z południa – linia do Graz, Wiener Neustadt i dalej do Włoch (Triest),
- z zachodu – linia do Salzburga i dalej do Niemiec, Liechtensteinu oraz Szwajcarii.

Wcześniej linie te kończyły się na dworcach Südbahnhof, West i innych mniejszych. Przesiadki pomiędzy dworcami były uciążliwe i wiązały się z korzystaniem z komunikacji miejskiej (np. przejście z dworca Südbahnhof na Wien West wiązało się z półgodzinną jazdą tramwajem nr 18).

## Dworzec kolejowy

### Łącznik
Do dworca można dostać się nad ziemią wejściami na północ i południe od torów, które połączone są szerokim przejściem poniżej poziomu peronu.
Hala Główna
Hala główna rozciąga się na północ wzdłuż toru między głównym wejściem przy Südtiroler Platz a Gertrude-Fröhlich-Sandner-Straße, gdzie znajduje się kolejne wejście. Ma 11 m wysokości, 130 m długości i powierzchnię 4 200 m². Szklane powierzchnie w obszarze sufitu i w kierunku poziomu peronu umożliwiają bezpośredni widok na obszar toru. Główna sala jest również dostępna bezpośrednio z sąsiedniego kompleksu wieżowców The Icon. Na południu korytarz rozdzielczy rozgałęzia się pod torami, z których dostępne są wszystkie perony na ich zachodnim krańcu
Sala Wschodnia
Hala Wschodnia, znajduje się na peronie wschodnim pod konstrukcją nośną przy Karl-Popper-Straße. Zapewnia również dostęp do wszystkich peronów, ale w przeciwieństwie do hali głównej nie posiada zaplecza handlowego.

### Centrum handlowe
Centrum handlowe, które mieści się w hali dworcowej i pod strefą torową, ma nazwę BahnhofCity, podobnie jak Westbahnhof. Na 20 000 m² powstała przestrzeń handlowa, usługowa i gastronomiczna. W centrum znajduje się około 90 lokali gastronomicznych na dwóch poziomach oraz strefa gastronomiczna. Wernisaż odbył się 10 października 2014 roku.
W lutym 2017 r. najemcy skarżyli się, że częstotliwość wynosi tylko 80 000 osób dziennie zamiast oczekiwanych 120 000. Kilku dużych najemców ponownie się wyprowadziło. Mając 6% z 90 najemców, ÖBB prowadzi postępowania sądowe o eksmisję, na przykład z powodu zaległych płatności czynszu. Czynsze są prawie tak wysokie jak na Mariahilfer Straße. Krytykowano również fakt, że ÖBB sam pobierał prowizję za pośrednictwo w umowach najmu.

## Połączenia komunikacyjne

### Połączenie z lotniskiem w Wiedniu[3]

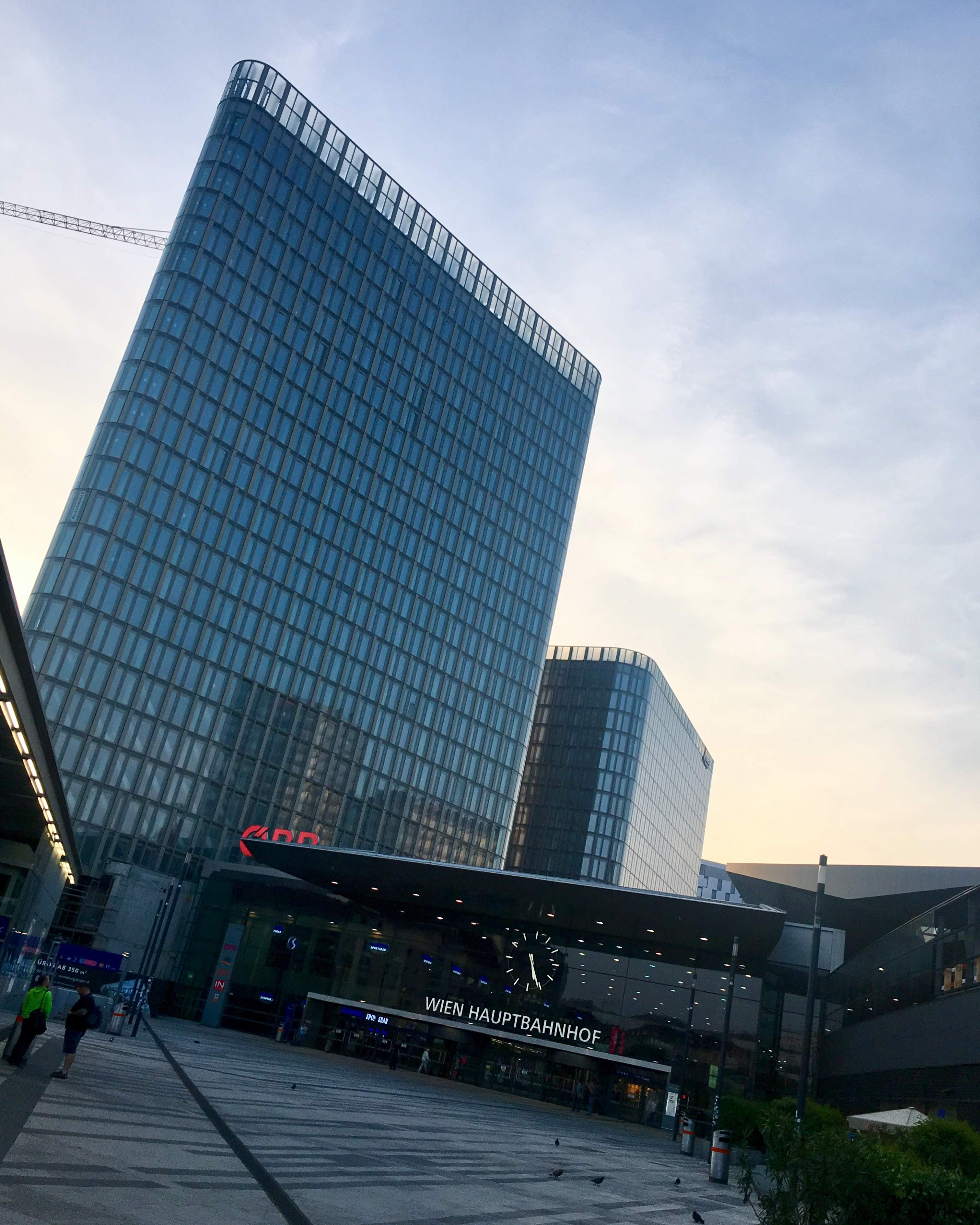
Dworzec Główny w Wiedniu wraz z biurowcem

W grudniu 2014 r. pierwsze pociągi dalekobieżne z zachodu zostały skierowane przez stację do lotniska w Wiedniu. W pierwszym roku nową trasę obsługiwały tylko trasy ICE; Pociągi Railjet są obecnie w użyciu. Od 2012 roku budowana jest Klederinger Schleife, połączenie torowe o długości 2,1 km między koleją Ostbahn a Donauländebahn w kierunku Kolei Bratysławskiej (linia S7 biegnie od głównej linii S-Bahn w Wiedniu do lotniska). Kursuje bez skrzyżowania z Donauländebahn.  Podróż do stacji Port Lotniczy w Wiedniu trwa około 15 minut.  Niektóre bezpośrednie połączenia kolejowe z Linzu, Salzburga i Grazu do lotniska w Wiedniu również mają numer rejsu Austrian Airlines.
Oprócz ÖBB, Regiojet oferował również połączenia między Dworcem Głównym w Wiedniu a lotniskiem w Wiedniu od 2022 do czerwca 2023 

## Jazda na rowerze
Stacja komunikacyjna, okoliczne obiekty i nowe dzielnice zostaną zintegrowane z istniejącą siecią ścieżek rowerowych. W samej stacji, oprócz klasycznych miejsc parkingowych dla rowerów, znajduje się również zamykany garaż rowerowy z dwupoziomowymi boksami rowerowymi na łącznie 1000 rowerów na 1 600 m². W planach jest również założenie sklepu rowerowego z warsztatem. Na północnym dziedzińcu znajduje się również wypożyczalnia rowerów miejskich z 39 boksami rowerowymi wzdłuż Wiedner Gürtel.

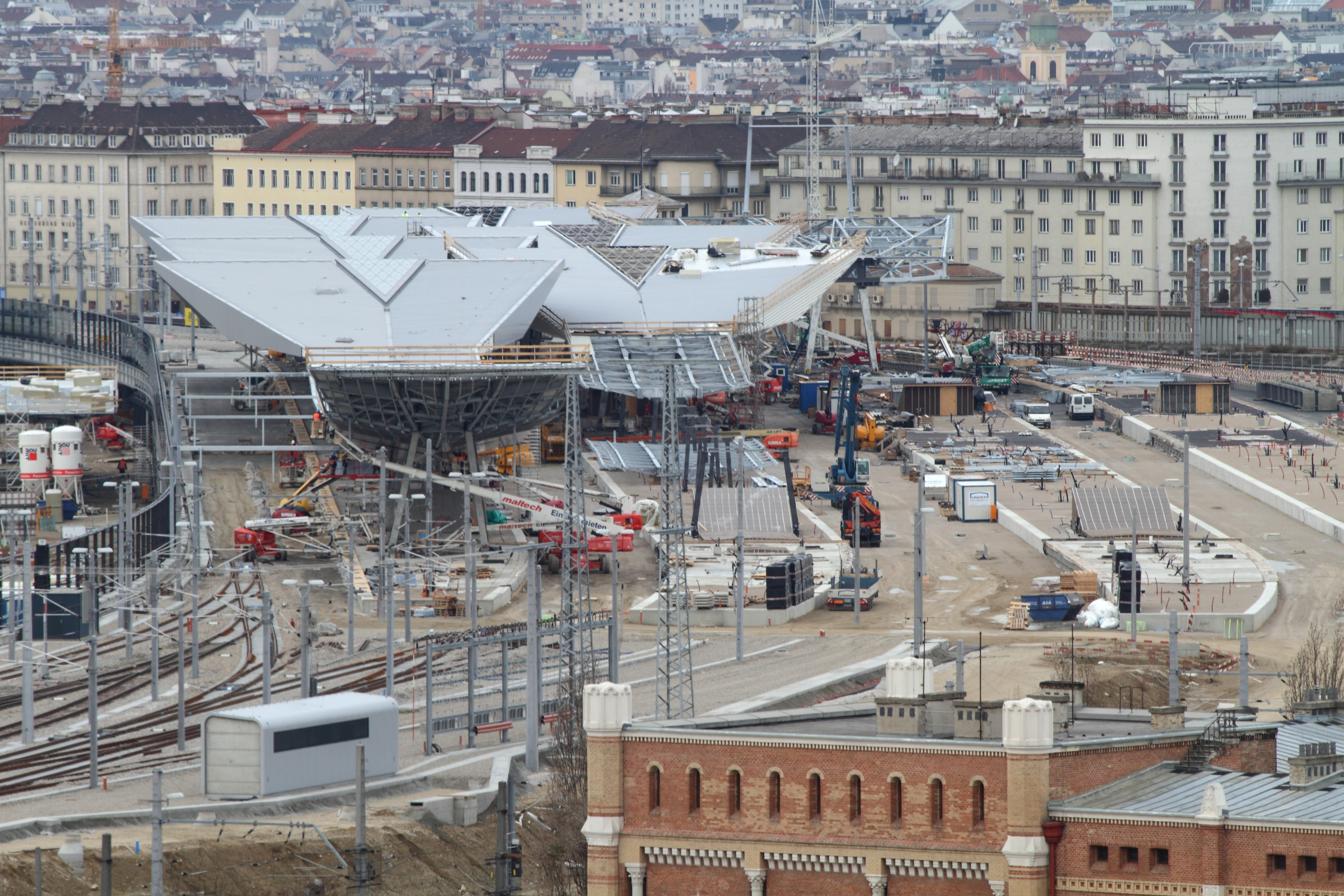
Budowa dachu nad peronami (2012)

### Stacja rowerowa
30 marca 2016 r. otwarto pierwszą i największą w Wiedniu stację rowerową w Austrii z uporządkowanym, monitorowanym kamerą parkingiem rowerowym na 1000 (760) rowerów i wypożyczalnią rowerów. Stanowisko naprawcze jest dostępne dla majsterkowiczów. Warsztat rowerowy, również za szybą, oferuje usługi w godzinach pracy, a warsztat i wypożyczalnia są obsługiwane przez Trendwerk Gemeinnützige Gesellschaft mbH. Zimą godziny otwarcia zostaną skrócone. Stacja rowerowa znajduje się na ścieżce rowerowej w przejściu podziemnym po zachodniej stronie stacji. Po wschodniej stronie znajdują się dwa inne, mniejsze garaże rowerowe.

## Plan budowy
Rada miasta zgodziła się na budowę stacji w dniu 15 grudnia 2006 roku. Budowa rozpoczęła się w czerwcu 2007 roku i wymagała wcześniejszej przebudowy stacji S-Bahn Südtiroler Platz. W 2008 roku S-Bahn i U-Bahn na Südtiroler Platz zostały ze sobą połączone, a dworzec Südbahnhof został zburzony. Pociągi kończące wcześniej bieg na tej stacji – po zmianie rozkładu jazdy z dnia 13 grudnia 2009 – zostały przekierowane na dworzec Wien Meidling. Budowa stacji rozpoczęła się w kwietniu 2010 r. Otwarcie stacji planowane było po zmianie rozkładu jazdy w grudniu 2012 roku. Pełną funkcjonalność dworzec osiągnął w 2015 roku.

## Nowa dzielnica
Wyburzenie starego dworca Südbahnhof i wybudowanie nowego jest jedynie elementem ogromnego przedsięwzięcia – wybudowania nowej dzielnicy dworcowej Sonnwendviertel o powierzchni 109 hektarów, na której oprócz nowoczesnej stacji Wien Hauptbahnhof, będzie znajdować się wiele nowoczesnych budynków, w tym mieszkania dla ok. 3500 osób. Dzielnica miała być oddana do użytku w 2017 roku.